# Divizia 5 Infanterie (1916-1918)
Divizia 5 Infanterie a fost o mare unitate de nivel tactic care s-a constituit la 27 august 1916, prin mobilizarea unităților sale existente la pace. Divizia  a făcut parte din organica Corpului III Armată. La intrarea în război, Divizia 5 Infanterie a fost comandată de generalul de brigadă Petre Frunză. Divizia a participat la acțiunile militare pe frontul românesc, pe toată perioada războiului, între 27 august 1916 - 11 noiembrie 1918. 

## Ordinea de bătaie la mobilizare

### Campania anului 1916
La declararea mobilizării, la 27 august 1916, Divizia 5 Infanterie a făcut parte din compunerea de luptă Corpului III Armată, alături de Divizia 6 Infanterie. Corpul III Armată era comandat de generalul de divizie Constantin Tănăsescu, eșalonul ierarhic superior fiind Armata 2, comandată de generalul de divizie Alexandru Averescu.
Ordinea de bătaie a diviziei era următoarea:

- Divizia 5 Infanterie

- Regimentul 3 Vânători
- Brigada 9 Infanterie

- Regimentul Prahova No. 7
- Regimentul Mircea No. 32

- Brigada 10 Infanterie

- Regimentul Buzău No. 8
- Regimentul Râmnicu Sărat No. 9

- Brigada 35 Infanterie

- Regimentul 50 Infanterie
- Regimentul 64 Infanterie

- Brigada 5 Artilerie

- Regimentul 7 Artilerie
- Regimentul 19 Artilerie

## Reorganizări pe perioada războiului
În prima jumătate a anului 1917, Divizia 5 Infanterie s-a reorganizat în spatele frontului. Divizia a fost inclusă în compunerea de luptă a Corpului III Armată, alături de Divizia 13 Infanterie și Divizia 14 Infanterie. Corpul III Armată era comandat de generalul de brigadă Constantin Iancovescu, eșalonul ierarhic superior fiind Armata 1.
Ordinea de bătaie a diviziei era următoarea::p. 188>

- Divizia 5 Infanterie

- Regimentul 3 Vânători
- Brigada 9 Infanterie

- Regimentul 7 Infanterie
- Regimentul 32 Infanterie

- Brigada 10 Infanterie

- Regimentul 8 Infanterie
- Regimentul 9 Infanterie

- Brigada 5 Artilerie

- Regimentul 7 Artilerie
- Regimentul 19 Obuziere

- Compania divizionară de mitraliere
- Divizionul de cavalerie
- Batalionul 5 Pionieri

## Comandanți
Pe perioada desfășurării Primului Război Mondial, Divizia 5 Infanterie a avut următorii comandanți:
| Gradul             | Numele              | Perioada                               | Imagine |
| ------------------ | ------------------- | -------------------------------------- | ------- |
| General de brigadă | Petre Frunză        | 15 august 1916 - 25 august 1916        |         |
| General de brigadă | Alexandru Hartel    | 25 august 1916 - 24 septembrie 1916    |         |
| General de brigadă | Constantin Petala   | 25 septembrie 1916 - 17 octombrie 1916 |         |
| General de brigadă | Aristide Razu       | 23 decembrie 1916 - 29 iulie 1917      |         |
| Colonel            | Toma Lișcu          | 30 iulie 1917 - 2 septembrie 1917      |         |
| General de brigadă | Aristide Razu       | 2 septembrie 1917 - 7 februarie 1918   |         |
| General de brigadă | Constantin Neculcea | 7 februarie 1918 - 25 mai 1918         |         |
| General de brigadă | Ioan Vernescu       | 25 mai 1918 - 28 octombrie 1918        |         |